# Kanton Jaramijó
Der Kanton Jaramijó befindet sich in der Provinz Manabí im Westen von Ecuador. Er besitzt eine Fläche von 97 km². Im Jahr 2022 lag die Einwohnerzahl bei 29.800. Verwaltungssitz des Kantons ist die Kleinstadt Jaramijó mit 17.208 Einwohnern (Stand 2010).

## Lage
Der Kanton Jaramijó liegt im Südwesten der Provinz Manabí an der Pazifikküste. Jaramijó liegt etwa 8 km östlich der Großstadt Manta. Der Kanton Jaramijó grenzt im Osten an den Kanton Portoviejo, im Süden an den Kanton Montecristi sowie im Westen an den Kanton Manta. 

## Verwaltungsgliederung
Der Kanton Jaramijó ist deckungsgleich mit der gleichnamigen Parroquia urbana („städtisches Kirchspiel“).

## Geschichte
Der Kanton Jaramijó wurde am 28. April 1998 eingerichtet.
Entwicklung der Einwohnerzahl im Kanton Jaramijó bei landesweiten Volkszählungen zum jeweiligen Gebietsstand:
| Jahr                    | Einwohner | +/-    |
| ----------------------- | --------- | ------ |
| 2001                    | 11.967    | –      |
| 2010                    | 18.486    | 54,5 % |
| 2022                    | 29.759    | 61 %   |
| Datenherkunft: Wikidata |           |        |